# CONCACAF Caribbean Club Shield 2020
La CONCACAF Caribbean Club Shield 2020 iba a ser la tercera edición de este campeonato regional de clubes con ligas emergentes, en el que participarían clubes campeones de las asociaciones miembro de la Unión Caribeña de Fútbol como torneo clasificatorio para acudir a la Liga Concacaf 2020.
El campeón de la Concacaf Caribbean Club Shield, siempre y cuando cumpla con los requisitos de las Licencias de Clubes Regionales de Concacaf, tendría la oportunidad de enfrentar al cuarto clasificado de la Copa Caribeña de Clubes Concacaf, en un partido de repechaje, para determinar el cuarto representante caribeño en la Liga Concacaf 2020.
Originalmente, el torneo estaba programado para jugarse en Curazao entre el 3 y el 12 de abril de 2020. El 13 de marzo de 2020, la Concacaf suspendió todas las próximas competencias programadas para los próximos 30 días debido a la Pandemia de Covid-19, y las nuevas fechas del torneo se confirmarían más adelante.
Al final el 3 de septiembre la Unión Caribeña de Fútbol y la Concacaf decidieron cancelar el torneo.

## Sistema de competición
Jugaría 15 equipos, divididos en 4 grupos; 3 grupos de 4 equipos y 1 de 3 equipos, los cuales jugarían en 3 jornadas. Al término de las 3 jornadas los ganadores de cada grupo avanzarían a las semifinales y los clubes ganadores de las semifinales participarían en la final del campeonato. Sin embargo sería cancelada por la emergencia sanitaria.

## Participantes
| Asociación                   | Equipo                 | Clasificación                                              |
| ---------------------------- | ---------------------- | ---------------------------------------------------------- |
| Antigua y Barbuda            | Liberta                | Campeón de la Antigua and Barbuda Premier Division 2018-19 |
| Aruba                        | Racing Club Aruba      | Campeón de la Aruban Division di Honor 2018-19             |
| Barbados                     | Barbados Defence Force | Campeón de la Barbados Premier League 2018-19              |
| Bonaire                      | Real Rincon            | Campeón de la Bonaire League 2018-19                       |
| Islas Vírgenes Británicas    | One Love United        | Campeón de la BVIFA National Football League 2018          |
| Islas Caimán                 | Scholars International | Campeón de la Cayman Islands Premier League 2018-19        |
| Cuba                         | Santiago de Cuba       | Campeón de la Campeonato Nacional de Fútbol de Cuba 2019   |
| Curazao (anfitrión)          | Vesta                  | Campeón de la Curaçao Promé Divishon 2018-19               |
| Dominica                     | South East             | Campeón de la Dominica Premier League 2018-19              |
| Guadalupe                    | Amical Club            | Campeón de la Guadeloupe Division of Honor 2018-19         |
| Martinica                    | Club Franciscain       | Campeón del Martinique Championnat National 2018-19        |
| Puerto Rico                  | Metropolitan           | Campeón de la Liga Puerto Rico 2018-19                     |
| Santa Lucía                  | Platinum FC            | Campeón de la SLFA First Division 2019                     |
| San Vicente y las Granadinas | BESCO Pastures         | Campeón de la SVGFF Premier Division 2018-19               |
| Surinam                      | Inter Moengotapoe      | Campeón de la SVB Topklasse 2018-19                        |

Asociaciones que no enviaron equipo
- Anguila
- Bahamas
- Bermudas
- Guayana Francesa
- Granada
- Guyana
- Montserrat
- San Cristóbal y Nieves
- San Martín
- San Martín
- Islas Turcas y Caicos
- Islas Vírgenes de los Estados Unidos

## Fase de grupos
El sorteo se llevó a cabo el 13 de febrero en Miami, Estados Unidos.

### Grupo A
| Pos. | Equipo                 | Pts. | PJ | G | E | P | GF | GC | Dif. | Clasificación |
| ---- | ---------------------- | ---- | -- | - | - | - | -- | -- | ---- | ------------- |
| 1    | Vesta                  | 0    | 0  | 0 | 0 | 0 | 0  | 0  | 0    | Semifinales   |
| 2    | Barbados Defense Force | 0    | 0  | 0 | 0 | 0 | 0  | 0  | 0    |               |
| 3    | Club Franciscain       | 0    | 0  | 0 | 0 | 0 | 0  | 0  | 0    |               |
| 4    | South East United      | 0    | 0  | 0 | 0 | 0 | 0  | 0  | 0    |               |

 Fuente: [cita requerida]
|  | Barbados Defense Force | vs. | Club Franciscain | Estadio Ergilio Hato, Willemstad |  |

|  | Vesta | vs. | South East United | Estadio Doctor Antoine Maduro, Willemstad |  |

|  | Barbados Defense Force | vs. | South East United | Estadio Ergilio Hato, Willemstad |  |

|  | Vesta | vs. | Club Franciscain | Estadio Doctor Antoine Maduro, Willemstad |  |

|  | Club Franciscain | vs. | South East United | Estadio Doctor Antoine Maduro, Willemstad |  |

|  | Vesta | vs. | Barbados Defense Force | Estadio Ergilio Hato, Willemstad |  |

### Grupo B
| Pos. | Equipo                 | Pts. | PJ | G | E | P | GF | GC | Dif. | Clasificación |
| ---- | ---------------------- | ---- | -- | - | - | - | -- | -- | ---- | ------------- |
| 1    | Inter Moengotapoe      | 0    | 0  | 0 | 0 | 0 | 0  | 0  | 0    | Semifinales   |
| 2    | Metropolitan           | 0    | 0  | 0 | 0 | 0 | 0  | 0  | 0    |               |
| 3    | Santiago de Cuba       | 0    | 0  | 0 | 0 | 0 | 0  | 0  | 0    |               |
| 4    | Scholars International | 0    | 0  | 0 | 0 | 0 | 0  | 0  | 0    |               |

 Fuente: [cita requerida]
|  | Metropolitan | vs. | Santiago de Cuba | Estadio Ergilio Hato, Willemstad |  |

|  | Inter Moengotapoe | vs. | Scholars International | Estadio Doctor Antoine Maduro, Willemstad |  |

|  | Metropolitan | vs. | Scholars International | Estadio Doctor Antoine Maduro, Willemstad |  |

|  | Inter Moengotapoe | vs. | Santiago de Cuba | Estadio Ergilio Hato, Willemstad |  |

|  | Santiago de Cuba | vs. | Scholars International | Estadio Ergilio Hato, Willemstad |  |

|  | Inter Moengotapoe | vs. | Metropolitan | Estadio Doctor Antoine Maduro, Willemstad |  |

### Grupo C
| Pos. | Equipo            | Pts. | PJ | G | E | P | GF | GC | Dif. | Clasificación |
| ---- | ----------------- | ---- | -- | - | - | - | -- | -- | ---- | ------------- |
| 1    | One Love United   | 0    | 0  | 0 | 0 | 0 | 0  | 0  | 0    | Semifinales   |
| 2    | Liberta           | 0    | 0  | 0 | 0 | 0 | 0  | 0  | 0    |               |
| 3    | Racing Club Aruba | 0    | 0  | 0 | 0 | 0 | 0  | 0  | 0    |               |
| 4    | Amical Club       | 0    | 0  | 0 | 0 | 0 | 0  | 0  | 0    |               |

 Fuente: [cita requerida]
|  | Liberta | vs. | Racing Club Aruba | Estadio Doctor Antoine Maduro, Willemstad |  |

|  | One Love United | vs. | Amical Club | Estadio Ergilio Hato, Willemstad |  |

|  | One Love United | vs. | Racing Club Aruba | Estadio Ergilio Hato, Willemstad |  |

|  | Liberta | vs. | Amical Club | Estadio Doctor Antoine Maduro, Willemstad |  |

|  | One Love United | vs. | Liberta | Estadio Ergilio Hato, Willemstad |  |

|  | Racing Club Aruba | vs. | Amical Club | Estadio Doctor Antoine Maduro, Willemstad |  |

### Grupo D
| Pos. | Equipo         | Pts. | PJ | G | E | P | GF | GC | Dif. | Clasificación |
| ---- | -------------- | ---- | -- | - | - | - | -- | -- | ---- | ------------- |
| 1    | BESCO Pastures | 0    | 0  | 0 | 0 | 0 | 0  | 0  | 0    | Semifinales   |
| 2    | Real Rincon    | 0    | 0  | 0 | 0 | 0 | 0  | 0  | 0    |               |
| 3    | Platinum       | 0    | 0  | 0 | 0 | 0 | 0  | 0  | 0    |               |

 Fuente: [cita requerida]
|  | BESCO Pastures | vs. | Platinum | Estadio Doctor Antoine Maduro, Willemstad |  |

|  | Real Rincon | vs. | Platinum | Estadio Ergilio Hato, Willemstad |  |

|  | BESCO Pastures | vs. | Real Rincon | Estadio Doctor Antoine Maduro, Willemstad |  |